# Agapit z Palestriny
Agapit z Palestriny (łac. Agapitus; ur. 259, zm. 18 sierpnia 274) – męczennik wczesnochrześcijański, święty Kościoła katolickiego z Praeneste (dzisiejsza Palestrina).
Zginął śmiercią męczeńską przez ścięcie głowy, w czasie panowania cesarza Aureliana (270–275). W chwili męczeństwa miał 15 lat. Autentyczność męczeństwa jest potwierdzona poprzez liczne pomniki archeologiczne (od IV wieku) i dowody kultu, nieautentyczne są natomiast akta męczeńskie Agapita pochodzące z VI–VIII wieku.
Jego wspomnienie liturgiczne przypada 18 sierpnia.